# Barbara Zimmermann (Tischtennisspielerin)
Barbara Zimmermann (* Dezember 1948 in Ahlem) ist eine deutsche Tischtennisspielerin. Bei Deutschen Meisterschaften der Erwachsenen gewann sie eine Bronzemedaille.

## Werdegang
Barbara Zimmermann begann mit dem Tischtennissport beim Verein SV Ahlem. Mit dessen Damenmannschaft wurde sie 1982 Meister der 2. Bundesliga Nord und stieg so in die 1. Bundesliga auf, wo sie bis 1986 aktiv war. Als Ahlem 1986 seine Damenmannschaft zurückzog, wechselte sie zum Garbsener SC. Ein Jahr später schloss sie sich dem TTG Nord-Holtriem an und wurde in der 2. Bundesliga aktiv.
Zu ihren größten Erfolgen zählt der Gewinn der Bronzemedaille im Doppel mit Heidrun Woltjen bei der Deutschen Meisterschaft 1986.

## Turnierergebnisse
| Verband | Veranstaltung                       | Jahr | Ort          | Land | Einzel | Doppel | Mixed | Team |        |
| ------- | ----------------------------------- | ---- | ------------ | ---- | ------ | ------ | ----- | ---- | ------ |
| GER     | Niedersachsen-Meisterschaft         | 1974 | Obernkirchen | GER  | Silber |        |       |      | [ 5 ]  |
| GER     | Niedersachsen-Meisterschaft         | 1978 | Celle        | GER  | Bronze |        |       |      | [ 5 ]  |
| GER     | Niedersachsen-Meisterschaft         | 1980 | Springe      | GER  |        | Gold   |       |      | [ 6 ]  |
| GER     | Niedersachsen-Meisterschaft         | 1982 | Hildesheim   | GER  | Gold   | Gold   |       |      | [ 7 ]  |
| GER     | Niedersachsen-Meisterschaft         | 1983 | Helmstedt    | GER  |        | Gold   |       |      | [ 7 ]  |
| GER     | Niedersachsen-Meisterschaft         | 1984 | Oldenburg    | GER  | Bronze | Gold   |       |      | [ 8 ]  |
| GER     | Niedersachsen-Meisterschaft         | 1986 | Geismar      | GER  |        |        | Gold  |      | [ 9 ]  |
| GER     | Niedersachsen-Meisterschaft         | 1988 | Bad Iburg    | GER  |        | Silber | Gold  |      | [ 10 ] |
| GER     | Deutsche Senioren-Meisterschaft Ü60 | 1996 | Hochheim     | GER  |        | Bronze |       |      | [ 11 ] |